# James Saumarez
James Saumarez GCB (11 de marzo de 1757-9 de octubre de 1836) fue un almirante de la Royal Navy conocido por su victoria en la segunda batalla de Algeciras, parte de la Campaña de Algeciras de 1801.
Así mismo, en 1808, fue con Saumarez, al mando de HMS Victory, y cuya flota del Báltico bloqueaba la costa danesa, unos de los mandos británicos con quien La Romana negoció el traslado de su guarnición, la División del Norte, a Suecia para posteriormente regresar a España.